# Politički centar
Centar ili politički centar, u političkoj teoriji, naziv je koji označuje pokrete, stranke i ideologije koji promoviraju stavove između političke ljevice i desnice, odnosno pokušavaju pronaći srednji put između tih dviju ideologija. Ideologija koja promovira politički centar kao alternativu ljevici i desnici naziva se centrizam.
Često se koristi i suvremeni naziv Treći put, koji se više koristi u ekonomskome smislu, označavajući sintezu slobodnog tržišta i socijalne osjetljivosti, zapravo filozofiju pomirenja između kapitalizma i demokratskog socijalizma.

## Stranke centra u Hrvatskoj
Popis uključuje hrvatske liberalne stranke okupljene oko političkoga centra, a koje su aktivne i parlamentarne ili stranke koje su u koaliciji s drugim strankama 2024. osvojile barem jedan saborski mandat. Danas su mnoge od ovih stranaka članice Saveza liberala i demokrata za Europu.
- Hrvatska seljačka stranka (HSS)
- Hrvatska socijalno-liberalna stranka (HSLS)
- Istarski demokratski sabor (IDS)
- Hrvatska narodna stranka (HNS)
- Primorsko-goranski savez (PGS)
- Hrvatska stranka umirovljenika (HSU)
- Centar
- Narodna stranka – Reformisti (NS-R)
- Građansko-liberalni savez (GLAS)
- Dalija Orešković i ljudi s imenom i prezimenom (DO i SIP)
- Fokus
- Republika
- Nezavisna platforma Sjever (NPS)

## Poveznice
- politička desnica
- politička ljevica
- treći put
- radikalni centar
- desni centar
- lijevi centar